# Olga Cossettini
Olga Cossettini (San Jorge, 18 de agosto de 1898-Rosario, 23 de mayo de 1987) fue una maestra y pedagoga argentina. Dedicó su vida, junto a su hermana Leticia, a transformar la escuela tradicional.

## Biografía

### Comienzos
Olga Cossettini era hija de Alpina Bodello y Antonio Cossettini. Se recibió de maestra en Coronda en 1914.
Hermana de Leticia, nacida el 19 de mayo de 1904, con quien mientras compartía juegos infantiles, gestó el nacimiento de la impronta de la nueva educación que compartirían conjuntamente.
Fue en 1930 siendo regente, junto a Amanda Arias, la directora de la Escuela Normal “Domingo de Oro”, su hermana Leticia Cossettini y todo el cuerpo docente, que inició la aplicación de los centros de interés y de la Escuela Serena.
En 1940 la Fundación Guggenheim de Estados Unidos le otorgó una beca y en 1946 participó en representación de Argentina, del Congreso Americano de Maestros realizado en México. También integró como secretaria la Junta Ejecutiva de la Comisión de Homenaje a la Ley 1420.
Se desempeñó como directora de escuelas de la provincia de Buenos Aires, desde 1958. Posteriormente fue designada delegada oficial en el Congreso de Planificación de la Educación de la Unesco realizado en Washington D. C.; por la misma organización fue Experta en Formación de Maestros en Honduras en 1969.

### La experiencia
"La experiencia" fue llamada Escuela Serena o Escuela Activa, nombre utilizado en la actualidad. La misma comenzó como una experiencia piloto en la Escuela Normal “Domingo de Oro”, ubicada en la ciudad de Rafaela, provincia de Santa Fe para luego concretarse -cuando Olga logró el cargo de directora- en la Escuela N.º 69, Dr. Gabriel Carrasco, de la ciudad de Rosario situada en el corazón del barrio Alberdi, lugar ideal para las experiencias de las visitas al río, etc.

### Últimos años
En 1986 recibió un reconocimiento de la Fundación Konex, como una de las más importantes maestras/docentes de la Argentina.

## Bases de la experiencia
La obra de las hermanas Cossettini, estuvo basada en las teorías y aportes de:
- Giuseppe Lombardo Radice (1879 - 1938)
- Giovanni Gentile (1875 - 1944)
- María Montessori (1870 - 1952)
- John Dewey (1859 - 1952)

Éstos impulsaron una educación basada en los niños y niñas, convirtiéndolos en protagonistas del aprendizaje y no sólo los destinatarios.
Las diferencias principales con la escuela tradicional pueden resumirse en:
- Gran respeto por la personalidad infantil: no sólo es preciso un sentimiento de amor al niño, sino también un detenido estudio biológico y psicológico de su individualidad.

- Eliminación de las fronteras entre la escuela y la comunidad: se colocó a la educación como un hecho social que debe tener lugar en el entramado vivencial de los hombres.

- Rechazo de toda forma de discriminación: igualdad en la consideración a niños de las más diversas procedencias y a los colegas, ratifica la aceptación de la pluralidad social, económica y política como substrato republicano.

- Convivencia del maestro con la comunidad lugareña: el domicilio del maestro en la cercanía de la escuela favorece los resultados del quehacer específico.

## Sus libros
- Escuela Serena (1935)
- El niño y su expresión (1940)
- Escuela viva (1942).
- El lenguaje y la lectura en primer grado (1976)

## Otros trabajos y actividades
- Secretaria de la Junta Ejecutiva de la Comisión de Homenaje a la Ley 1420.
- Colegio Libre de Estudios Superiores 1951-1954
- Inspectora Seccional de Escuelas en Santa Fe, 1955-1957
- Universidad Nacional del Litoral 1955-1964
- Directora general de Escuelas en Buenos Aires, 1958
- Universidad de Buenos Aires 1961-1966

## Reconocimientos y distinciones
En 1985 fue nombrada Ciudadana Ilustre de la Ciudad de Rosario junto a su hermana.
En 1986 recibió un Premio Konex (Diploma al mérito) de Humanidades en la disciplina Educación.
En 1991 se estrenó la película "La escuela de la Señorita Olga", de Mario Piazza, que da testimonio sobre la experiencia de las hermanas Cossettini.
El Conicet es el custodio del archivo Cossettini, donde mantiene el repositorio documental de todo el acervo de las hermanas.
En 2018, un proyecto del diputado Antonio Bonfatti, fue aprobado. El mismo dispuso la expropiación de la casa donde vivieron Olga y Leticia Cossettini y donde llevaron a cabo su mayor labor educativa. En dicho lugar funcionará un laboratorio pedagógico y museo interactivo.
El Instituto de Educación Superior N.º 28 “Olga Cossettini” de la ciudad de Rosario, y el ISFD N°54 de Florencio Varela, como así también una calle de Puerto Madero (Buenos Aires), llevan su nombre.
Un premio santafesino lleva su nombre y el de su hermana: Premio "Olga y Leticia Cossettini". Esta distinción busca reconocer la labor docente e incentivar la promoción de las estrategias de innovación en las instituciones educativas vinculadas con criterios postulados por la experiencia de la Escuela Serena.